# 班迪球

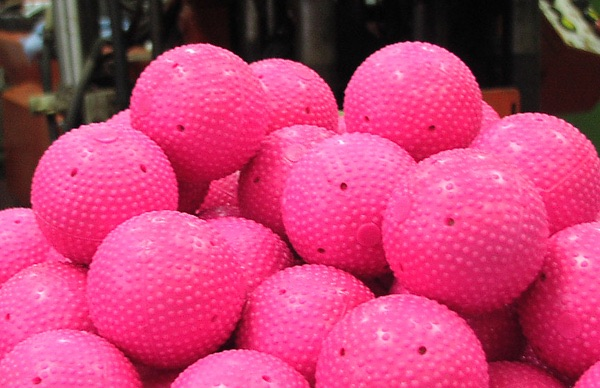
球

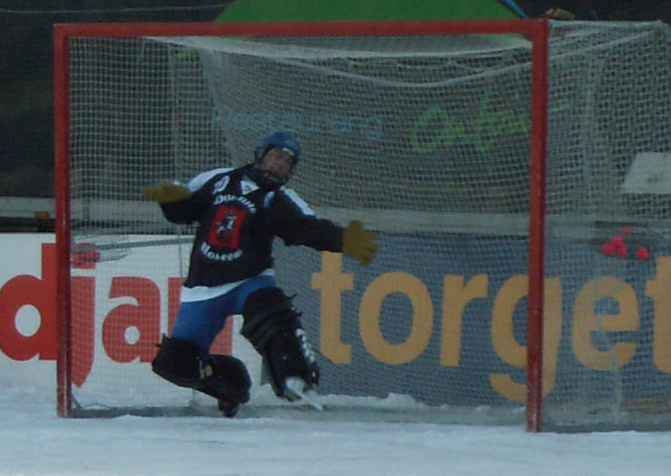
守门员

俄式冰球，又名班迪球或卡爾文球、曲棍球，是一種冰上群體競賽運動項目，在俄国、北欧和北美地区较为流行，亦为2011年亞洲冬季運動會的比赛项目之一，但暂时还没有被列入冬奥会比赛项目。与冰球不同。班迪球的传统强队是俄罗斯队以及北欧三强瑞典、芬兰和挪威队，世锦赛的冠军之争多在俄罗斯队和瑞典队之间展开。这个项目的首届世锦赛1957年在芬兰的赫尔辛基举行，1961年起每两年举行一次，从2003年起改为每年一届。

## 简介
比赛冰场长110米，宽65米，场两端线的中间各有一高210厘米、宽360厘米的球门架，门柱与横梁均用12厘米×12厘米的方木制成。球拍木制，长120厘米，宽6厘米，底部弧形，重450克。球以多层线绳织成，圆形，直径6厘米，重60克。
比赛时，双方各11人出场。其中守门员1人，运动员脚着冰刀鞋，身穿保护性运动服，手握球拍，竞相将球射人对方球门。每射中一球得1分，以结束时得分多者为胜队。全场比赛90分钟，分上下两半场，中间休息10分钟，比赛中可随时换人。

## 历史起源
班迪球最早流行于荷兰。19世纪中叶，在英国和挪威、瑞典等北欧各国迅速兴起。19世纪末俄国自行制订规则和打法，称为"俄罗斯冰上曲棍球"。1901年瑞典举行首次班迪比赛，1903年挪威成立班迪俱乐部。1902年设立俄罗斯冰上曲棍球流动奖杯，定期在圣彼得堡举行。1910年德国、丹麦、挪威、瑞典和俄罗斯创建北方冰上曲棍球联合会，由于规则不统一，北欧的班迪与俄罗斯的冰上曲棍球形成两大派系。1953年两大派系统一规则。1955年在瑞典、芬兰、挪威和苏联等国家的倡议下召开代表大会，成立国际冰上曲棍球联合会，将该项运动定名为冰上曲棍球，并制订统一的比赛规则。1957年举行首届世界冰上曲棍球锦标赛。1961年起每两年举行一次。2011年成为第七届亚冬会比赛项目。

## 比赛规则
班迪球是一项冰上运动，通常使用一个圆形球进行比赛。在比赛中，两队各11名球员要使用球杆竞相将球射入对方球门从而得分。与英式足球相同之处在于，开球、击球入界内或球门掷球不能直接射门得分；不同之处在于，角球不能直接射门得分。但与英式足球相比，班迪球的所有任意球允许不经过第二名球员触球而直接射门得分。比赛结束时得分最多的队伍获胜，如果两队得分相同则比赛平局。但本规则有例外情况。
比赛主要规则是球员（除守门员外）不允许在比赛中故意用头、手或手臂触球。虽然球员通常使用球杆来控制球，但他们可以运用除头、手或手臂以外的其他身体部位，并可有限制性的使用冰鞋。用头触球将被判罚下场5分钟。
正常比赛中，球员要通过个人控球手段尝试将球推入对方球门，包括运球、传球给队友以及将球射向对方守门员把守的球门。对方球员将通过抢断传球或拦截控球球员来重获控球权。但是两队球员间的身体接触是有限的。班迪球属于流畅度较高的运动，只有当球出界或裁判员吹停时才暂停比赛。暂停后，比赛通过任意球、罚点球或角球重新开始。如果球沿边线出界，裁判员必须裁决哪方最后触球，并判对方球队重新开球，就像足球中的掷界外球一样。
规则除守门员外没有规定球员站位，但许多球员的专业分工已经发展成熟。广义上来说站位包含三大类：前锋，主要负责射门；后卫，主要负责阻止对方得分；中场，化解对方进攻并控球传给前锋，上述球员站位统称为外场球员，以区别于守门员位置。这些站位根据球员主要占据的球场某侧而进一步细分，比如有中场后卫、左、右中场球员等。10名外场球员可以根据这些站位形成不同组合（如3名后卫、5名中场、2名前锋）。每种站位的球员数量决定该队的战术，前锋多后卫少形成的是进攻型打法，反之则是节奏较慢的防守型打法。虽然球员在比赛中大部分时间处于固定站位，但球员的移动基本不受限制，并可以随时切换位置。球场上的球员布局通称为球队阵型，球队经理有权决定球队的阵型和战术。

## 球员
每队最多有11名球员（不包括替补），其中1人为守门员。少于8人不得比赛。守门员是唯一可以用手或手臂触球的球员，但仅限于在己方球门前的禁区内。外场球员可以按照教练的战略部署采取不同站位，比赛规则未对此进行限制。
比赛中可以替换任意数量的球员。替换不必通知裁判员，可以在比赛进行时随时替换。但如果替补球员在队友下场之前进场，将被判5分钟禁止入场。比赛中一队最多可有4名替补，其中1人可能为守门员替补。

## 相关赛事
世界班迪球锦标赛（Bandy World Championships）是由国际班迪球联合会主办的。1955年在瑞典、芬兰、挪威和苏联等国家的倡议下召开代表大会，国际班迪球联合会成立，并制订统一的比赛规则。1957年举行首届世界班迪球锦标赛。1961年起每两年举行一次。班迪球在1952年曾被列为冬奥会表演项目。
虽然班迪球运动起源于19世纪，但国家之间的世界班迪球锦标赛在1957年才开始（男子），女子世界班迪球锦标赛从2004年开始。
世界班迪球锦标赛在很长一段时间内只有4个国家参加：苏联、瑞典、芬兰和挪威。1985年，美国开始加入。现今，这项运动已蔓延到欧洲、北美洲和亚洲的大部分地区。世界班迪球锦标赛从1961年到2003年之间每两年举办一届，从2004年起每年举办一届。
2019年冬季世界大學運動會班迪球比賽于3月1日至10日在克拉斯诺亚尔斯克的叶尼西体育场举行。
世界杯班迪球赛（Bandy World Cup）是在瑞典的于斯达尔举行的比赛，该赛事每年举行一次。参赛的球队是职业俱乐部而不是国家队。该比赛有别于世界班迪球锦标赛。
世界杯班迪球赛从1974年开始举办，但杯赛的名称由于不同的赞助商而改变。

## 图集

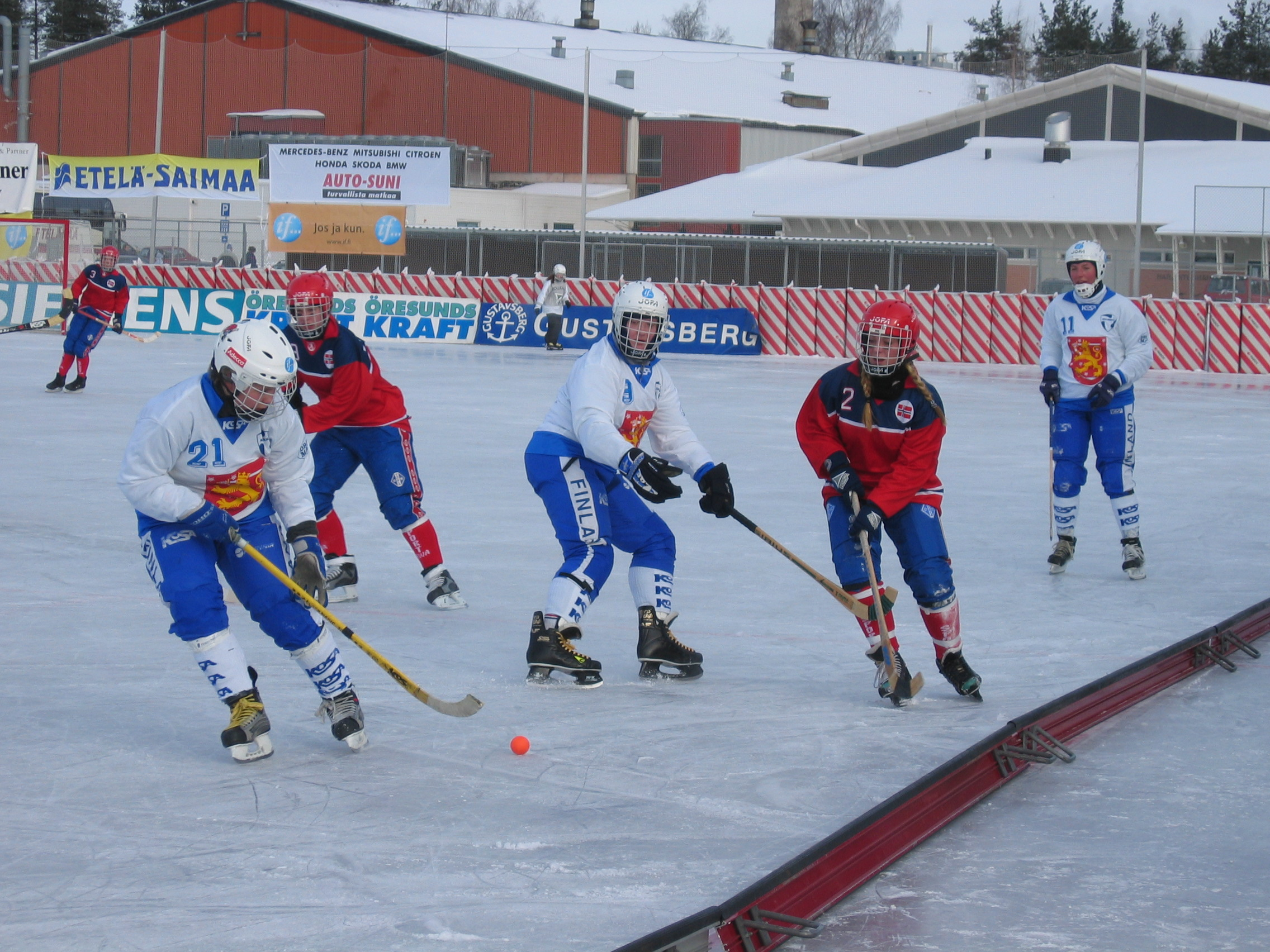
2004年芬兰和挪威队之间进行的女子班迪球赛
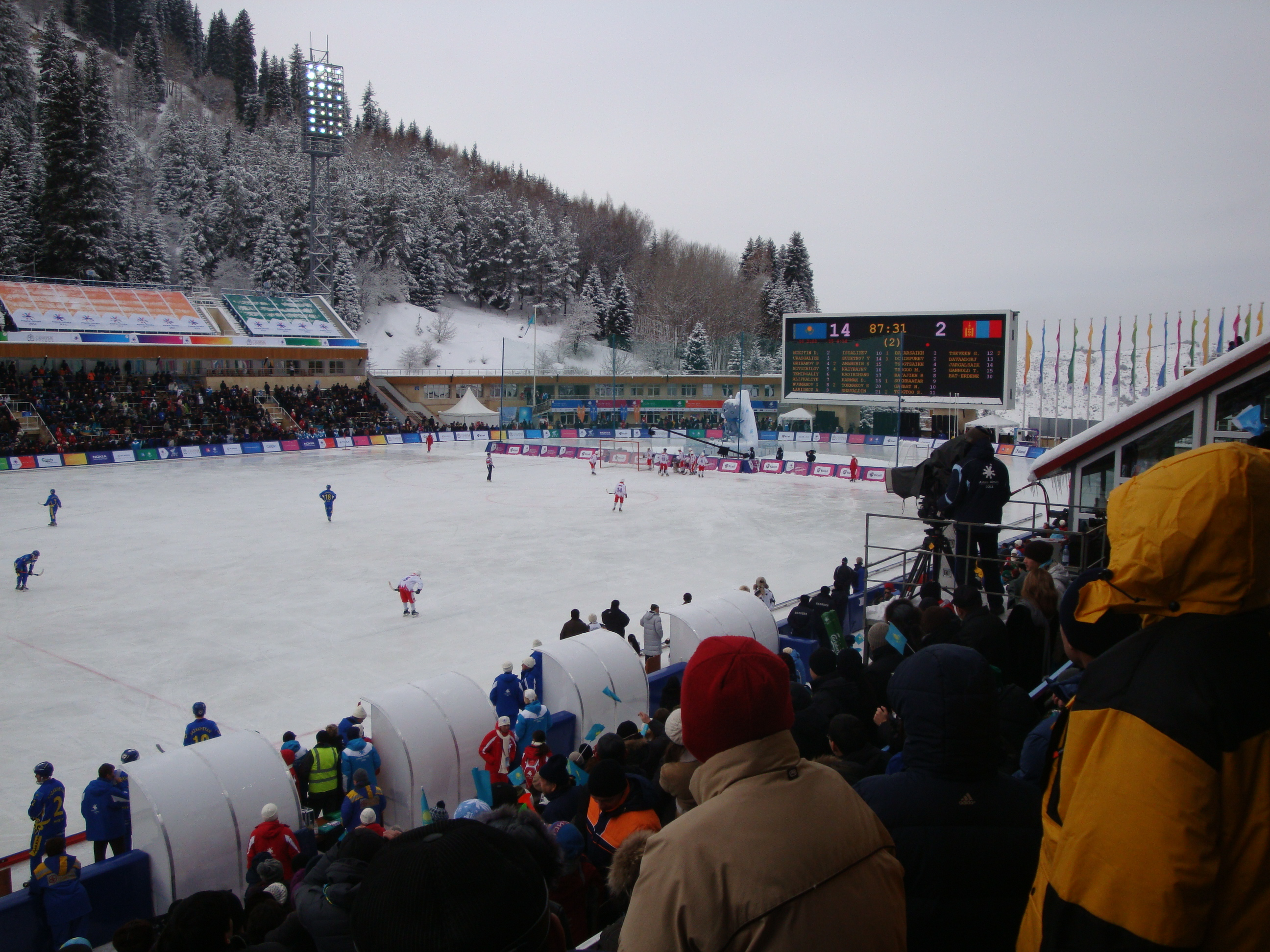
2011年亞洲冬季運動會班迪球比賽
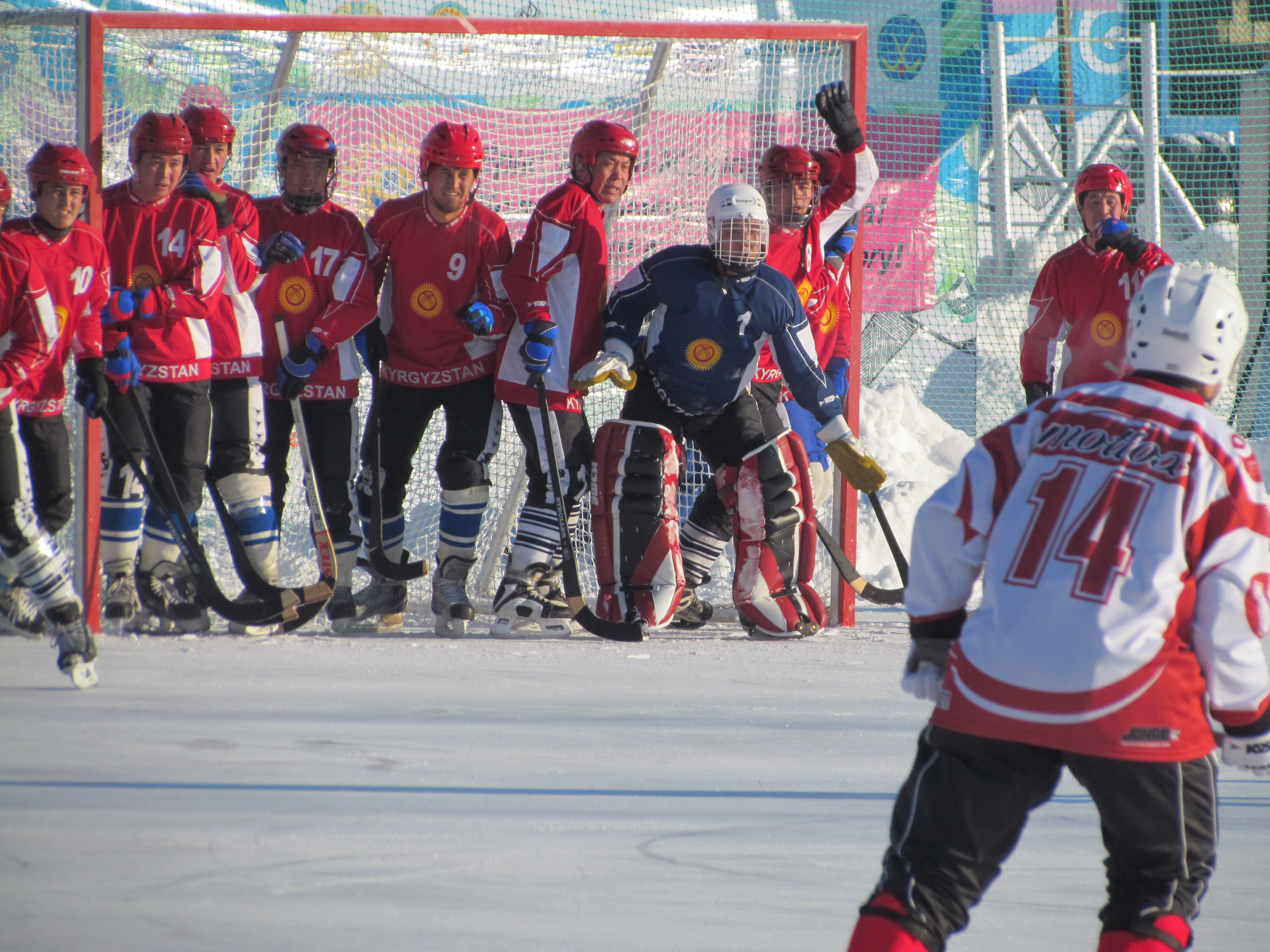
吉尔吉斯斯坦-日本 2012
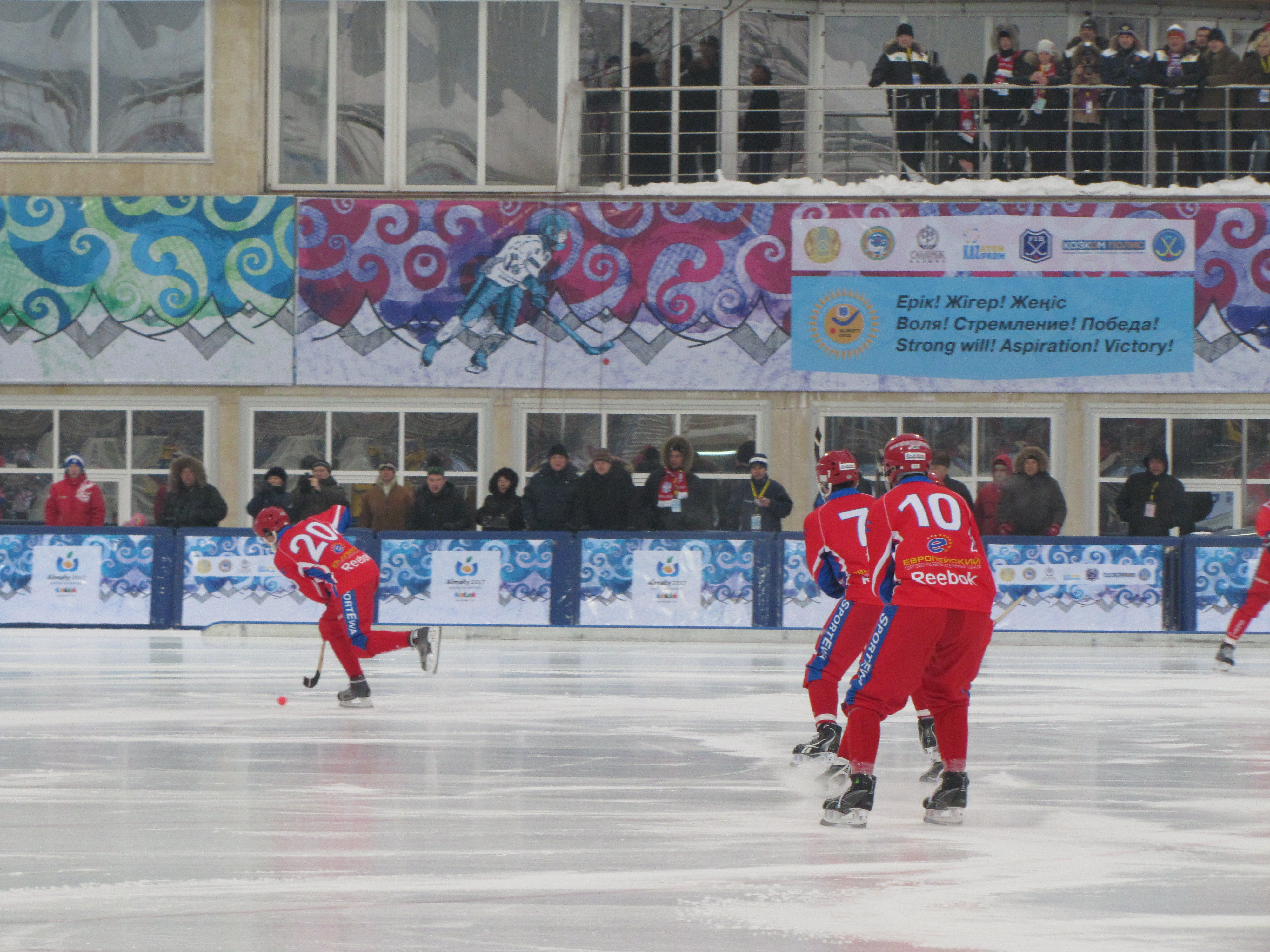
俄罗斯
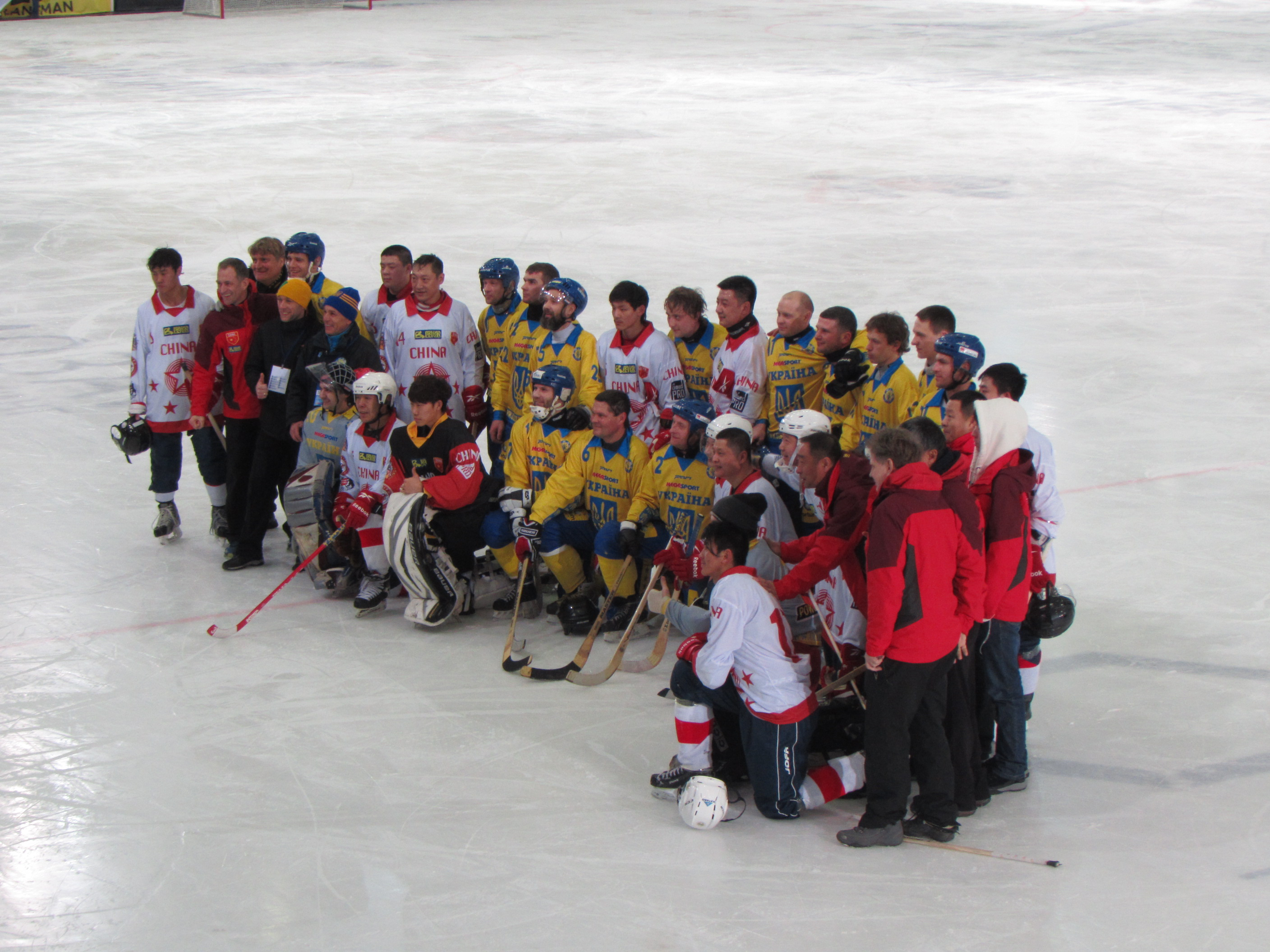
中国国家班迪球队

## 外部連結
- 中国班迪球协会官方網站
- 除了冰球之外，冬奥会还会再设一个集体球类项目吗？ （页面存档备份，存于）